# Hans Jacob Joensen
Hans Jacob Joensen (* 10. November 1938 in Gjógv, Färöer; † 12. Dezember 2021 in Birkerød) war ein färöischer lutherischer Geistlicher und der erste lutherische Bischof der Färöer in der Neuzeit.

## Leben
Joensen wuchs in einer Fischerfamilie im Dorf Gjógv auf. Er schloss 1968 sein Studium der Theologie an der Universität Kopenhagen ab und wurde im selben Jahr als Geistlicher in der Anna-Kirche in Nørrebro in Kopenhagen angestellt. 1975 wurde er Pastor in Tórshavn auf den Färöern und beteiligte sich in den folgenden Jahren am Aufbau der theologischen Fakultät der Färöischen Akademie, an deren theologischer Abteilung er auch lehrte. Von 1990 bis zur Trennung der färöischen von der Dänischen Volkskirche im Jahr 2007 war er Bischof. Sein Nachfolger wurde Jógvan Fríðriksson.
Er heiratete 1968 die Bankangestellte Lisbeth Andersen. Aus der Ehe ging eine Tochter hervor.

## Wirken
Während seiner Zeit als Bischof kam es zu Konflikten, weil Gegner der Frauenordination und der gleichgeschlechtlichen Ehe in offener Opposition zum Bischof standen und ihn kritisierten. Joensen selbst hielt es hingegen für einen Erfolg, dass in seiner Amtszeit die Zahl der Pastorinnen und Pastoren gestiegen war.
Nach seiner Pensionierung im Jahr 2007 verbrachte Joensen mehr als ein Jahrzehnt damit, die Bibel ins moderne Färöische zu übersetzen. Die Übersetzung des Neuen Testaments war Ende 2008 abgeschlossen.

## Auszeichnungen
- Dannebrogorden (1992)